# Martin Schaub
Martin Schaub (* 3. April 1937 in Zürich; † 14. Juni 2003 ebenda) war ein Schweizer Publizist.

## Leben
Martin Schaub absolvierte an der Universität Zürich ein Germanistikstudium, das er mit der Promotion zum Dr. phil. abschloss. Von 1963 bis 1968 war er Lokal- und Auslandsredaktor bei der Neuen Zürcher Zeitung. Von 1968 bis 1983 leitete er die Filmberichterstattung beim Tages-Anzeiger. Schaub gehörte zu den Gründern des Tages-Anzeiger-Magazins, für das er jahrelang Beiträge schrieb. Daneben war er von 1974 bis 1986 Herausgeber der Filmzeitschrift Cinema und schrieb über Fotografie und wirkte als Lehrbeauftragter für Film/Video an der Schule für Gestaltung in Zürich.
Im Jahr 2000 erhielt er von der Stadt Zürich eine Auszeichnung für allgemeine kulturelle Verdienste.
Der Nachlass von Schaub befindet sich im Forschungs- und Archivierungszentrum der Cinémathèque suisse in Zürich.

## Werke

### Publikationen
- Die eigenen Angelegenheiten: Themen, Motive, Obsessionen und Träume des neuen Schweizer Films 1963–1983. Cinema (Stroemfeld/Roter Stern), Basel 1983. 29. Jahrgang. (Nachdruck in: Martin Schlappner, Martin Schaub. Vergangenheit und Gegenwart des Schweizer Films (1896 bis 1987): Eine kritische Wertung. Zürich: Schweizerisches Filmzentrum, 1987.)
- Film in der Schweiz. Pro Helvetia, Zürich 1997, ISBN 978-3-908102-27-4.

### Filme
- 1982: Sieben Briefe
- 1985: Suchlauf
- 1993: Die Insel[2]